# Scaphyglottis laevilabium
Scaphyglottis laevilabium är en orkidéart som beskrevs av Oakes Ames. Scaphyglottis laevilabium ingår i släktet Scaphyglottis och familjen orkidéer. Inga underarter finns listade i Catalogue of Life.
Den lever i Centralamerika. 